# روي بيري
روي بيري (بالإنجليزية: Roy Perry)‏ هو سياسي بريطاني، ولد في 12 فبراير 1943 في لندن في المملكة المتحدة. حزبياً، نشط في حزب المحافظين. في انتخابات البرلمان الأوروبي 1994، انتخب عضو في البرلمان الأوروبي عن دائرة Wight and Hampshire South (European Parliament constituency) ‏ لترشحه ضمن قائمة حزب المحافظين، وقد انضم خلال فترته النيابية (19 يوليو 1994 – 19 يوليو 1999) للكتلة البرلمانية الكتلة البرلمانية لحزب الشعب الأوروبي وفي انتخابات البرلمان الأوروبي 1999، انتخب عضو في البرلمان الأوروبي عن دائرة جنوب شرق إنجلترا ‏ لترشحه ضمن قائمة حزب المحافظين، وقد انضم خلال فترته النيابية (20 يوليو 1999 – 19 يوليو 2004) للكتلة البرلمانية الكتلة البرلمانية لحزب الشعب الأوروبي.